# Лешковиці (Люблінське воєводство)
Лешковиці (пол. Leszkowice) — село в Польщі, у гміні Острувек Любартівського повіту Люблінського воєводства.
Населення — 907 осіб (2011).

## Демографія
Демографічна структура станом на 31 березня 2011 року:
|          | Загалом | Допрацездатний вік | Працездатний вік | Постпрацездатний вік |
| -------- | ------- | ------------------ | ---------------- | -------------------- |
| Чоловіки | 418     | 103                | 274              | 41                   |
| Жінки    | 489     | 102                | 264              | 123                  |
| Разом    | 907     | 205                | 538              | 164                  |